# Hole in My Soul (Aerosmith)
Hole in My Soul è un singolo del gruppo rock statunitense Aerosmith, pubblicato nel 1997 ed estratto dall'album Nine Lives.
Si tratta di una power ballad scritta da Steven Tyler, Joe Perry e Desmond Child.

## Tracce
- Hole in My Soul - Yellow

1. Hole in My Soul (LP version) – 6:10
2. Falling in Love (Butcher mix) – 4:37
3. Falling in Love (Moby Flawed mix) – 4:58
4. Nine Lives (Live - 03.1997) – 4:07

- Hole in My Soul - Red

1. Hole in My Soul (LP version) – 6:13
2. Falling in Love (Moby F**** mix) – 5:58
3. Falling in Love (Live) – 3:18
4. Walk This Way (Live) – 4:04